# ジャラ・ナート・カナール

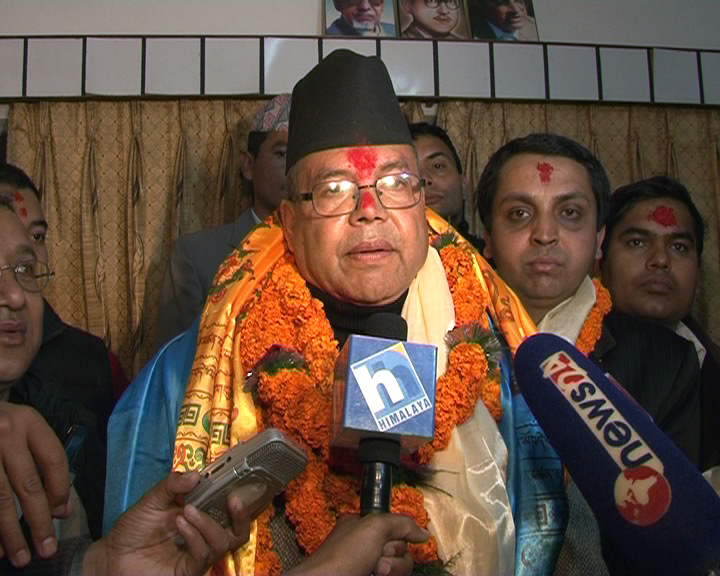
ジャラ・ナート・カナール

ジャラ・ナート・カナール（ネパール語: झलनाथ खनाल、英: Jhala Nath Khanal、1950年5月20日 - ）は、ネパールの政治家。統一共産党議長、2011年2月から8月まで同国首相。制憲議会議員（イーラム第1選挙区）。元情報通信大臣。「ジャラ･ナト・カナル」「ジャラ・ナス・カナル」とも表記されるが「ジャラ・ナート・カナール」が正しい。

## 経歴
ネパール東部のイーラム郡生まれ。C.P.マイナリらとともに、ジャパ郡での武装蜂起に加わり、やがてマイナリらとネパール共産党マルクス・レーニン主義派（通称「マレ」）を結成した。1982年－1986年、総書記を務めている。前任のチャンドラ・プラカシュ・マイナリが武装闘争路線で失敗した後を受けて、大衆による民衆運動の路線をとった。しかし、マダン・クマール・バンダリーが“複数政党制コミュニズム”を打ち出すとこれに反対した。
1991年、ネパール共産党マルクス主義派と合同して、統一共産党（ネパール共産党統一マルクス･レーニン主義派）の設立に参加。
2006年1月、来日。民主党、鳩山由紀夫幹事長らと会談。
マーダブ・クマール・ネパールが2008年の制憲議会選挙の敗北の責任を負って総書記を辞任した後、党総書記に任ぜられる。
2008年8月15日の首相選挙では毛沢東派のプラチャンダ候補を支持し、連立与党に加わった。
2009年2月16日からブトワルで開催された第8回党大会で、マン・モハン・アディカリの死後空席となっていた議長に選出された。
2011年1月3日、マーダブ・ネパールの引退表明から後任が決まっていなかった首相職に指名される。ジャーナリストの小倉清子はカナールのほうが、ネパールより強いリーダーシップが取れると指摘していたが、混迷を収拾できず同年8月14日に辞表を提出した。